# Cincinnati Nederland
Cincinnati Nederland was een van 1954 tot 1992 in Vlaardingen gevestigde Nederlandse dochteronderneming van de Cincinnati Milling Machine Corp. uit Ohio, een fabrikant van gereedschapsmachines.  

## Oprichting

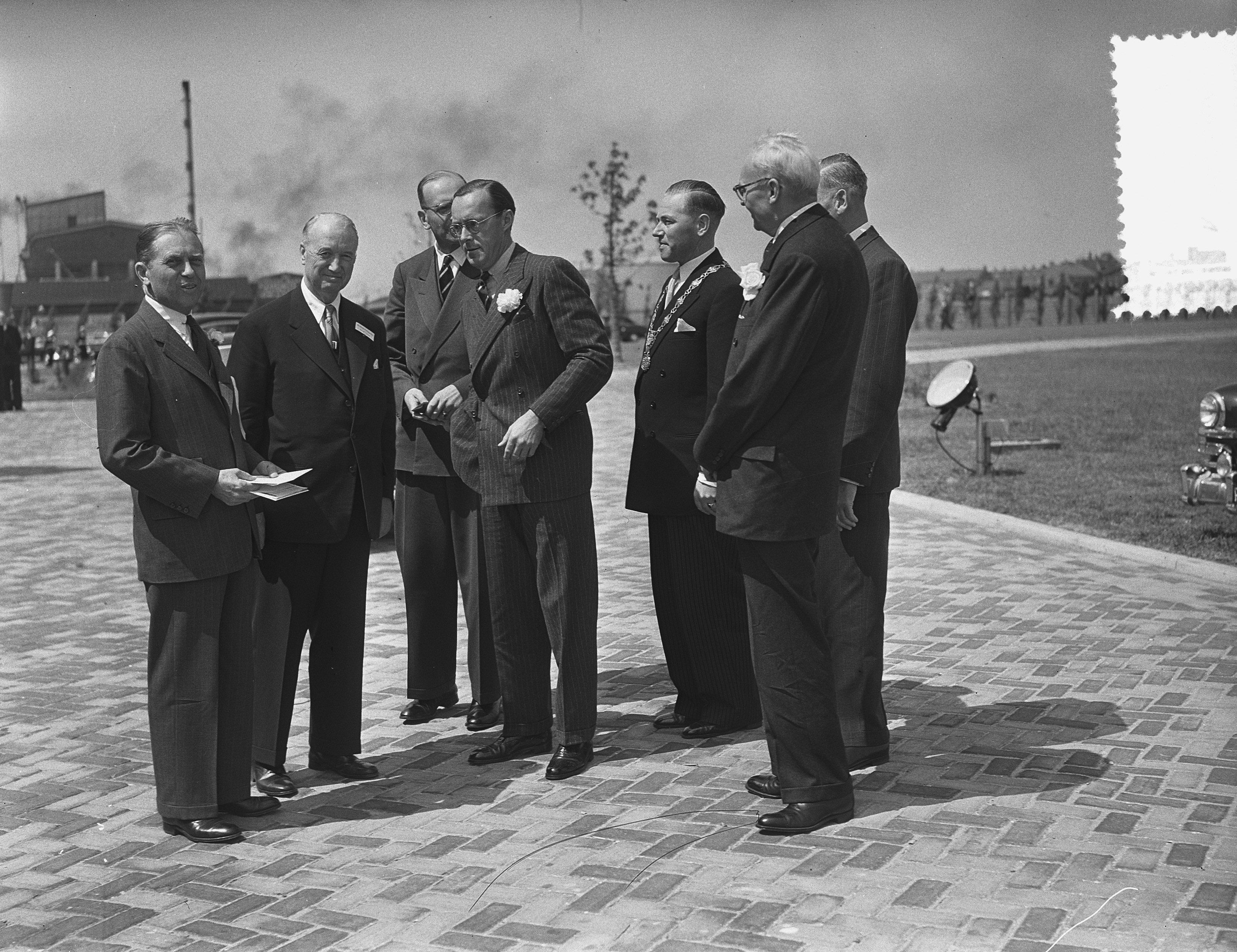
Prins Bernhard opent Cincinati N.V. Vlaardingen

In het kader van de naoorlogse industrialisatie en wederopbouw werden volop Amerikaanse ondernemingen verleid tot een investering in Nederland, dan nog een relatief laaglonenland. De gemeente Vlaardingen richtte eind januari 1952 samen met de Maatschappij tot Financiering van het Nationaal Herstel N.V. en de Twentsche Bank NV, de NV Vlaardingse Exploitatie-maatschappij van Fabrieksgebouwen op met als doel: Het verwerven en stichten van fabrieks- en andere gebouwen, in gebruik te geven aan de in Vlaardingen te vestigen Cincinnati-Nederland NV. Het moederbedrijf kwam tot zijn keuze voor Vlaardingen als vestigingsplaats vanwege de gunstige infrastructuur. Begin 1953 kreeg de NV een vergunning voor de bouw van een fabriek met kantoorgebouw op een terrein langs de Schiedamsedijk. Het kantoorgebouw - een verkleinde kopie van het hoofdkantoor in Ohio - was een ontwerp van het eigen bedrijfsbureau. Het architectenbureau Van Tijen en Maaskant ontwierp de fabriekshallen. De marketing principes van de Cincinnati Machinetool Company vereisten een identieke opzet en uiterlijk van de fabricagecentra wereldwijd. Gevelstenen en diverse ornamenten van het gebouw werden rechtstreeks uit de USA geïmporteerd. Op 15 juni 1954 vond de officiële opening van het complex plaats door Prins Bernard. Uitbreidingen in 1959 met een nieuwe kantoorvleugel (oostkant) en een nieuwe fabriekshal leidden tot een verdubbeling van het beschikbare bedrijfsoppervlak.

## Productie en werkgelegenheid
Naast de Centerless Grinders ofwel centerloze slijpmachines werd er na een aantal jaren ook gestart met de fabricage van NC (Numerical Control), numeriek gestuurde, freesmachines (Machining Centers) en later ook NC draaibanken (Turning Centers). Een volgende fase waren de CNC machines met Computer Numerical Control. Midden jaren zeventig leidden de oliecrisis in combinatie met de toenemende Japanse concurrentie tot grote prijsdruk en verliezen. Het moederbedrijf haalde productiecapaciteit terug naar de VS en ging over tot herstructurering elders. Zo werden in 1982 117 van de 310 werknemers ontslagen. In 1988 werd de productie van numeriek gestuurde bewerkingscentra vanuit Vlaardingen overgebracht naar Birmingham. Door actie wist men de reductie van het personeelsbestand te beperken tot 60 van de 265 banen, in 1990 werkten er nog 130 à 140 personen. In 1991 viel het doek voor wat dan Cincinnati Milacron Grinding Center Europe b.v. heet en volgde liquidatie. Het markante bedrijfsgebouw bleef behouden.